# Alfred Berengena
Alfred Berengena   (Girona, 1978) és un bateria català conegut per la seva versatilitat en la forma de tocar, per haver escrit dos manuals de bateria i ser el bateria de Soziedad Alkoholika des del 2014. Rep el suport de les companyies que fabriquen l'equip que utilitza.
Va entrar al Conservatori Superior de Jazz i Música Moderna de Perpinyà CNR (França), on es va graduar obtenint el Grau Superior de Jazz i Música Moderna amb Medalla d'Or i l'any 2007 es va especialitzar de bateria. Més tard va estudiar producció i tècniques d'enregistrament als estudis 44.1, estudi de gravació de Toni Paris.
Destaca també per la seva tasca pedagògica impartint classes de bateria tant a nivell nacional com internacional, i alhora realitzant classes magistrals de bateria. I pels seus dos manuals de bateria Doble Bombo Avançat (Carisch 2011) i Essential Double Bass drumming (Dinsic 2005).
L'Alfred té una forma de tocar molt explosiva i ràpida però alhora dinàmica. És capaç de tocar blast beats a gran velocitat i al seu torn tocar altres estils més dinàmics i amb més groove més relacionats amb la fusió musical. Destaca pels seus redoblaments originals i dinàmics amb una clara influència de la fusió. Té una tècnica de dobles amb els peus inaudita en els bateries de metall extrem, essent un dels pocs bateries a nivell mundial capaç de tocar blast beats poli-rítmics en els quals pot combinar figures de "seisillos" amb semicorxeres alhora o tresets amb semicorxeres. Aquest tipus de blast beats els va gravar per primera vegada amb Profundis Tenebrarum a l'àlbum Phatogenesis i també en el següent àlbum Apokalipchrist. On també realitzà la producció i el "mastering".
Va començar a tocar la bateria de petit, va pujar als escenaris als 13 anys amb el seu primer grup anomenat Kalumnia d'estil Hardcore-Punk i als 15 anys formava part del grup Terratrèmol d'estil rock català. Al cap de poc, es va decantar cap a estils més tècnics relacionats amb el metall extrem. Ha gravat i produït gran part dels seus discos en els seus estudis d'enregistrament (Your Sound Recording Studios) de Girona. Des del 2014 és el bateria del grup Soziedad Alkoholika amb qui ha realitzat gires per la península Ibèrica i alguns països d'Amèrica Llatina. Alhora, també ha treballat puntualment amb altres grups de metall extrem com ara els valencians Profundis Tenebrarum, els bascos Numen, els madrilenys Malleficarum, els rosincs Olvido o els lleidatans Nebulah.